# Philopterus markevichi
Philopterus markevichi är en insektsart som beskrevs av Natalya M. Fedorenko och Volkov 1977. Philopterus markevichi ingår i släktet fjäderlingar, och familjen fjäderlöss. Arten är reproducerande i Sverige.